# Indalecio Liévano
Indalecio Liévano Aguirre (* 24. Juli 1917 in Bogotá; † 29. März 1982 ebenda) war ein kolumbianischer Politiker, Diplomat und Historiker. Er war von 1974 bis 1978 Außenminister von Kolumbien sowie 1978/1979 Präsident der 33. Generalversammlung der Vereinten Nationen.
Liévano Aguirre  promovierte in den Rechtswissenschaften sowie den Sozial- und Wirtschaftswissenschaften, bevor er 1946 in den auswärtigen Dienst seiner Heimat eintrat, er vertrat seine Heimat bei zahlreichen internationalen Konferenzen und Organisation, wie der GATT und der OAS.
In den 1960er Jahren wurde er in das kolumbianische Repräsentantenhaus gewählt, dem er bis zu seinem Wechsel in den Senat im Jahr 1970 angehörte. 1974 wurde er Außenminister seiner Heimat, zudem wurde er zum Stellvertreter des kolumbianischen Präsidenten bestimmt, er nahm die Amtsgeschäfte des Präsidenten bis 1978 mehrfach kurzfristig war, wenn der jeweilige Amtsinhaber zeitweise dazu nicht in der Lage war. Kurz nach der Wahl zum Präsidenten der UN-Generalversammlung im Spätsommer 1978 trat Liévano Aguirre von seinem Ministeramt zurück, um nach Ende seiner präsidialen Amtszeit als ständiger Vertreter Kolumbiens bei der UNO in New York zu werden. Er übte dieses Amt bis zu seinem Tod 1982 aus.
Neben seiner politischen Karriere wurde Liévano Aguirre publizistisch tätig; er gab die Zeitung E1 Liberal heraus, war regelmäßiger Autor verschiedener Zeitungen und Zeitschriften in seiner Heimat und schrieb zahlreiche Werke über die Südamerikanische Unabhängigkeitsbewegung im 18. und frühen 19. Jahrhundert sowie Biografien über die Führer der Bewegung.

## Werkauswahl
- „Bolívar“; 1974; ISBN 958-28-1252-4
- „España y las luchas sociales del Nuevo Mundo“; 1972
- „Los grandes conflictos sociales y económicos de nuestra historia“; 1962